# Rugăciunea în islam

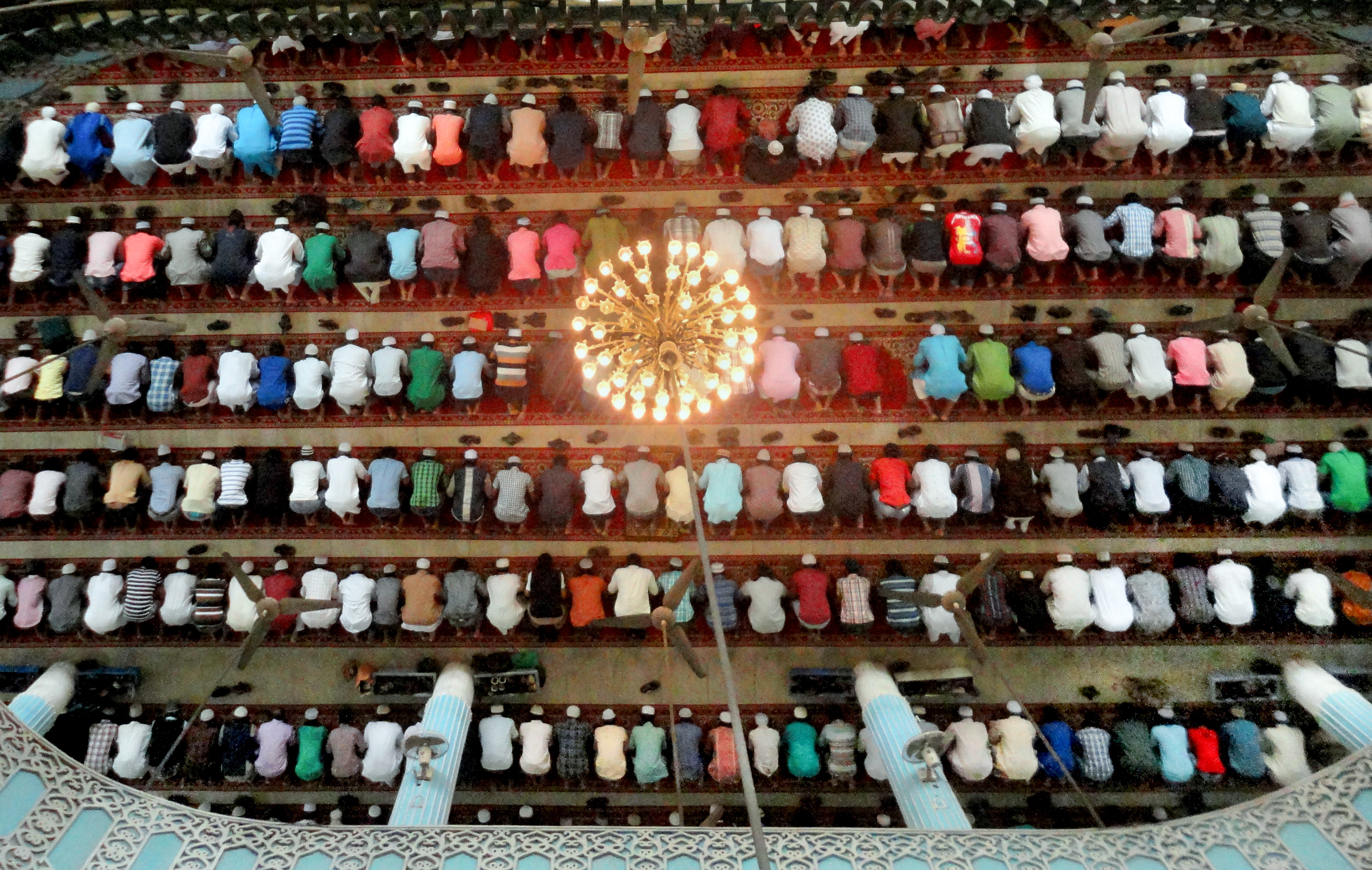
Musulmani la rugăciune într-o moschee din Bangladesh.

Rugăciunea (în limba arabă صَلاة, As-Salat; turcă: Namaz) reprezintă cel de-al doilea stâlp al islamului și cel mai important dintre actele care, în termeni occidentali, constituie credința musulmană. Rugăciunea poate fi individuală sau colectivă și trebuie rostită întotdeauna în limba arabă. De asemeena, există și un tip de rugăciune, diferită de rugăciunea rituală, numită du’ā, ce este considerată a fi spontană și nu este supusă nici unei reglementări, nici nu face parte dintre obligațiile rituale esențiale. 

## Prezentare generală
În lumea musulmană se folosesc doi termeni pentru a exprima sensul de rugăciune: du’ā și salāt. Du’ā este chemarea, invocarea lui Dumnezeu, pe care un musulman o poate spune în gând, de unul singur iar salāt este rugăciunea rituală pe care musulmanii sunt obligați să o spună de cinci ori pe zi. Salāt reprezintă esența credinței musulmane. Ea este de obicei săvârșită individual, dar este de asemenea săvârșită în comunitate, fie în moschee, fie în altă parte, în spații publice sau  acasă.

## Salāt
Este un cuvânt de origine aramaică, care se referă la un ansamblu de gesturi, atitudini, cuvinte care se succed într-o ordine strict determinată..
Astfel, Coranul precizează: "Eu sunt Dumnezeu! Nu este Dumnezeu în afară de Mine, Mie închină-te! Săvârșește-ți rugăciunea întru amintirea mea" Coran, 20:14. Pentru a săvârși salāt-ul, musulmanii trebuie să se asigure că sunt în starea de puritate rituală, care se obține prin spălarea anumitor părți ale corpului într-un mod și într-o ordine prestabilite. De asemenea , hainele trebuie să fie curate din punct de vedere ritual, noroiul nu constituie o problemă, dar sângele da. Curățarea rituală sau abluțiunea (wudu) necesară pentru a restabili o stare de puritate, durează câteva minute. Odată atinsă starea de puritate, musulmanii trebuie să găsească un loc potrivit pentru a ține salāt-ul. Este bine ca în apropiere să existe o moschee, dar nu este necesar ca spațiul să fie izolat. Rugăciunea se poate face în orice loc curat.

## Condițiilesalāt-ului
Un musulman pentru a putea îndeplini ritualul de rugăciune, trebuie să fie curat, conform unui verset coranic: "Dumnezeu îi iubește pe cei care se căiesc Lui, așa cum îi iubește și pe cei care se curăță". Starea de puritate se numește tahāra și pentru atingerea acesteia este necesară îndeplinirea unui ritual de purificare, cu reguli stricte. Acest ritual se numește abluțiune (wudu), spălarea feței, mâinilor și brațelor până la cot, apoi a picioarelor, inclusiv glezna. În caz de necesitate, spălarea cu apă poate fi înlocuită cu frecarea cu nisip:
"O voi ce credeți! Când vă ridicați la rugăciune: spălați-vă fețele și mâinile până la coate. Frecați-vă capetele și picioarele până la călcâie. Dacă aveți vreo necurăție, curățați-vă. Dacă sunteți bolnavi ori în călătorie, dacă vreunul dintre voi vine de la locul tăinuit, dacă v-ați atins de femei și nu veți găsi apă, atunci folosiți nisip curat cu care vă veți șterge fețele și mâinile voastre" Coran, 5:6. Înainte de rugăciunea publică de vineri la prânz este obligatorie îmbăierea completă (ghusl). De asemenea, starea de puritate se pierde în timpul somnului, prin contactul cu lucrurile socotite necurate. 
Rugăciunea rituală se efectuează de cinci ori pe zi, în mod obligatoriu, de către toți musulmani, care au depășit vârsta de șapte sau de nouă ani, sau care au ajuns la adolescență. Timpul pentru fiecare rugăciune era stabilit conform poziției soarelui pe cer, în zilele noastre el este comunicat prin mijloace moderne aflate la dispoziție, astfel locul muezinului care chema la rugăciune este luat de difuzoarele plasate în marile moschei.
Cele 5 rugăciuni zilnice și obligatorii ale unui musulman sunt:
1.  Fajr, ce se poate face în intervalul de timp de când se ivesc zorii până cu puțin înainte de răsărit. 
2. Zuhr, se poate face de la miezul zilei până după-amiază. 
3. Asr, de după-amiază târziu până cu puțin timp înainte de începerea apusului. 
4. Magrib, după apus până se sfârșeste ziua.
5. Isha, noaptea până la miezul nopții. 
Aceste rugăciuni trebuiec săvârșite de credincios zilnic, îmbrăcat cuviincios și întors cu fața spre Mecca. În moschei, spațiul în care se efectuează rugăciunea este strict delimitat, este sacralizat, iar pentru aceasta se utilizează, de obicei un covoraș special numit sajada.

## Componențasalāt-ului
Rânduială rugăciunii este reglementată strict. Aceasta este compusă din două până la patru rak'a sau cicluri de recitări și poziții, în funcție de timpul zilei: două la Fajr, trei la Magrib și patru la Zuhr, Asr și Isha. Aceste rugăciuni pot fi săvărșite acasă, sau în orice loc în care se află credinciosul, cu condiția să realizeze anumite condiții de purificare. Cei aflați în grup în acel moment trebuie să se pună sub conducerea unui imam sau îndrumător, care poate fi oricare dintre credincioși, cu condiția să cunoască ritualul rugăciunii. Dacă este vorba de un grup numeros, se vor aranja cu toții în rânduri, iar femeile vor sta în ultimul rând. Cât despre rak'a, ea este alcătuită din aplecarea trupului de mai multe ori, apoi prosternarea completă cu fruntea la pământ, numită sujud, apoi pe jumătate așezat și, în fine pe jumătate îngenuncheat. 
Rugăciunea începe cu proclamarea intenției de rugăciune, continuă cu un takbir, adică rostirea formulei Allahu'Akbar. Se recită apoi prima sură din Coran, al-Fatiha, credinciosul stând succesiv în picioare, înclinat sau prosternat complet. Se încheie cu "rugăciunea Profetului", apoi cu salutul către cei de față, care este rostit cu întoarcere spre dreapta și spre stânga. Acest ansamblu de poziții și formule poate fi prelungit, intercalându-se după al-Fatiha, alte invocații, sure sau grupuri de versete coranice. De menționat este faptul că, folosirea arabei este obligatorie. De asemenea, Coranul menționează de mai multe ori și rugăciunea de noapte, făcută în călătorie, în caz de primejdie, sau de război, cât și în cazul morții unei persoane. 
Cea mai importantă rugăciune din săptămână este Rugăciunea de Vineri (Al-Jumu'ah). Rugăciunea de Vineri se face doar în adunare la moschee și este obligatorie pentru toți bărbații musulmani:
"O, voi ce credeți! Când sunteți chemați la rugăciune, la rugăciunea de vineri, zoriți-vă la amintirea lui Dumnezeu și lăsați la o parte negoțul. Aceasta va fi mai bine pentru voi. O, dacă ați știi" Coran, 62:9. Nu este obligatorie prezența femeilor, când însă aceastea participă, ele vor sta separat de bărbați. Rugăciunea de vineri se săvârșeste la moschee, la ora prânzului, în prezența credincioșilor aflați sub îndrumarea unui imam. Înaintea rugăciunii, îndrumătorul rostește în arabă, două cuvântări, hutba, după care săvârșește două rak'a împreună cu cei de față. De asemenea, există și rugăciunile din zilele de sărbătoare, de Eid Al-Fitr și Eid Al-Adha, precum și cele din nopțile lunii Ramadan.